# Днестровский пескарь
Днестровский пескарь (лат. Gobio sarmaticus) — вид лучепёрых рыб из семейства карповых. Промышленного значения не имеет, служит объектом любительского лова.

## Описание
Длина тела до 13 см, масса до 45—50 г. Продолжительность жизни, видимо, около 5 лет. Тело удлиненное, стройное, относительно высокое, умеренно сжатое с боков, покрыто средней по размерам чешуей, которая на брюхе доходит только до задних концов основ грудных плавников (грудь и горло полностью голые). Хвостовой стебель сжатое с боков, относительно короткое, его высота больше толщины на уровне последнего луча анального плавника. Голова большая, с относительно длинным рылом. Лоб неширокий, глаза маленькие. Усики длинные, обычно они заходят за передний край глаза доходят до его середины, иногда они не доходят или доходят до переднего края глаза, иногда и к заднему его краю. Анальное отверстие находится ближе к анального плавника, чем к брюшного. Общий фон окраски пепельно-серебристый с голубым или зеленым отливом. На спине имеется до 7—11 слабо выраженных маленьких пятен, на боках вдоль боковой линии пятен обычно 8—12, иногда и больше. Пятна чёткие, скругленные, темные. Иногда на задней части они частично сливаются в полосу. Спинной, хвостовой и грудные плавники серые с несколькими (до 5—6) поперечными рядами темных точек, все остальные плавники бесцветные.

## Ареал
Распространение вида: бассейн Днестра. Отдельные исследователи считают, что он живет только в нижней части Днестра и в Южном Буге и, возможно, также на нижнем Днепре.

## Биология
Биология этого вида специально не изучалась, но во многом сходная с таковой других видов пескарей, проживающих в предгорной и горной зонах. Пресноводная речная донная стайная жилая рыба чистых и хорошо аэрированных вод рек и водохранилищ. Держится в укромных местах прибрежной зоны стремительных потоков и рек с быстрым течением, находя укрытие среди больших камней, затопленных деревьев, под подмытыми берегами и т. п.
Половой зрелости достигает на 2—3 году жизни. Размножение с конца апреля до конца июня-начала июля. Плодовитость 1—5,4 тысяч икринок. Нерест порционный, происходит на мелководьях (на глубинах 20—50 см) при температуре воды 12—13 °С и более. Икра клейкая, откладывается на камни, гальку, плотный песок, иногда на растительность. Молодь питается мелкими организмами планктона и бентоса, взрослые рыбы питаются животных бентоса (черви, личинки насекомых, низшие ракообразные, и т. д.), а также икру и молодь других рыб, частично детрит и растительность.